# Michael Lewin
Michael Lewin, né en 1955, est un pianiste classique américain et professeur de piano au conservatoire de Boston.

## Biographie

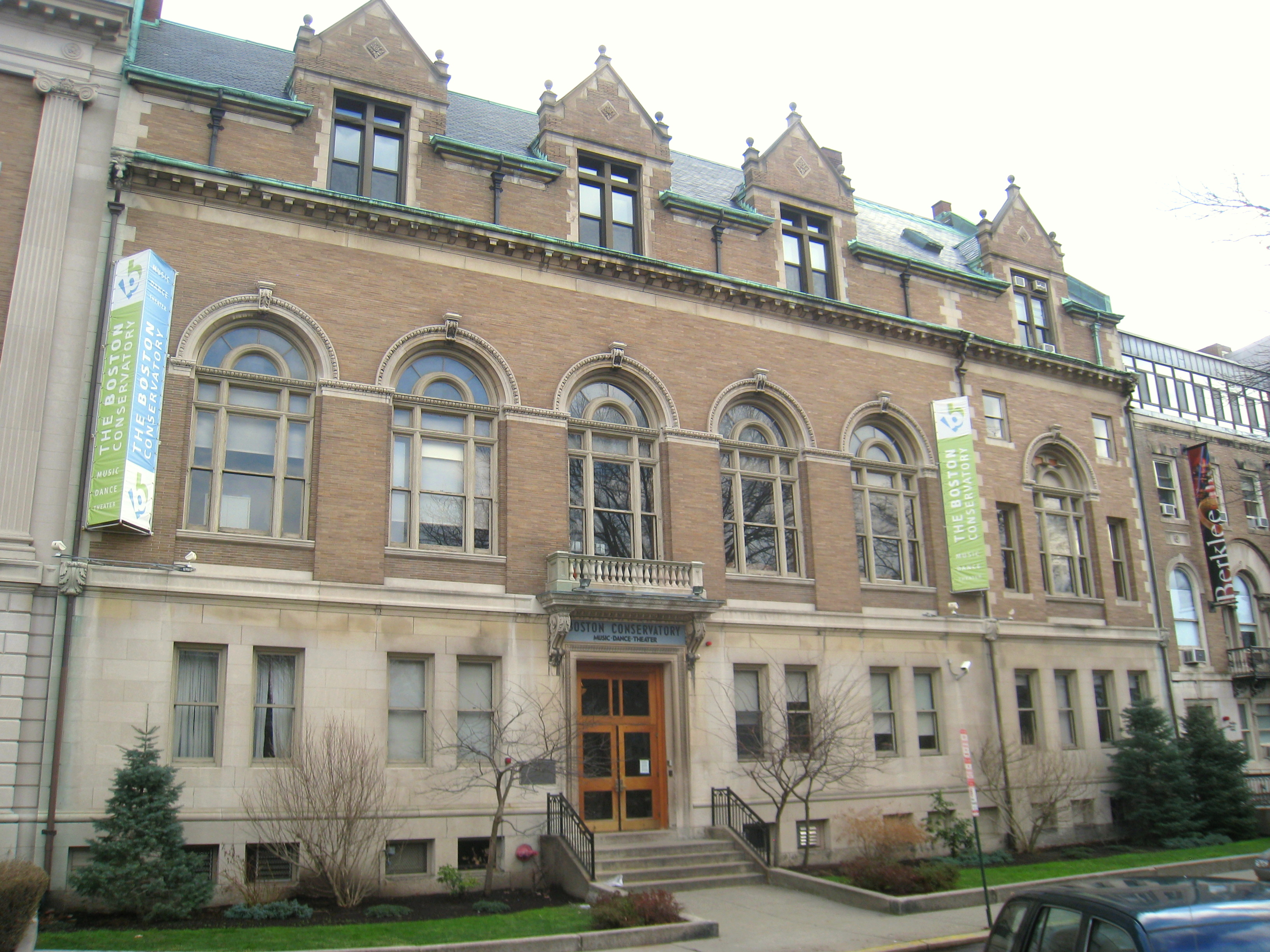
Conservatoire de Boston.

Michael Lewin effectue ses études musicales à la Juilliard School, qu'il complète ensuite sous la direction des professeurs réputés Leon Fleisher et Yvonne Lefébure. 
Après ses premiers succès en compétitions dans les années 1980, il commence une carrière internationale, se produisant lors de ses tournées aux États-Unis, en Europe et en Asie, avec des orchestres tels que le Moscow Chamber Orchestra, Bucharest Philharmonic, China National Orchestra, Cairo Symphony, State Symphony of Athens, Orchestre philharmonique des Pays-Bas (en), 13 concerts avec les Boston Pops, les symphonies de  Phoenix, Indianapolis, Puerto Rico, Miami, Colorado, la Caroline du Nord et l'Orchestre philharmonique de Louisiane. 
La critique reconnaît sa « technique et habileté immense » (New York Times) et « son art de faire une musique éblouissante » (Gramophone), le considérant comme « un poète et un virtuose » (De Telegraaf, Amsterdam) avec « une profonde compréhension et une voix profondément émouvante » (Pravda, Moscou) et louant sa « passion et précision » (Washington Post).
Il réside à Boston, où il est professeur de piano au conservatoire de la ville depuis 1990.

## Prix et distinctions
- 1982 : Concours international de piano William Kapell
- 1983 : Bourse de recherche de l'association des pianistes américains
- 1986 : Concours international de piano Franz-Liszt
- 2010 : Prix d'enregistrement Aaron Copland
- 2014 : Grammy Award